# بابی سیمونز
بابی سیمونز (انگلیسی: Bobby Simmons؛ زادهٔ ۲ ژوئن ۱۹۸۰) بازیکن بسکتبال اهل ایالات متحده آمریکا است.
از باشگاه‌هایی که در آن بازی کرده‌است می‌توان به میلواکی باکس، واشینگتن ویزاردز، لس آنجلس کلیپرز، سن آنتونیو اسپرز، و بروکلین نتس اشاره کرد.
وی در مسابقات کشوری و بین‌المللی در مجموع برندهٔ ۱ مدال طلا، ۱ مدال نقره شده‌است.